# Иван Рајовић
Иван Рајовић (Краљево, 14. септембар 1956), пише поезију, прозу, песме за децу и бави се новинарством. Песме су му превођене на белоруски, немачки, енглески, кинески и словеначки језик. Добитник је награде „Стражилово” за најбољу песничку књигу 1990. године.

## Књиге поезије
- Пси ће владати светом (КОС, едиција Пегаз, Београд, 1982),
- Пакт (Народна библиотека Краљево, 1987),
- Музеј воштаних фигура („Ново дело”, Београд, 1988),
- Велика представа („Стражилово”, Нови Сад, 1990),
- Биоскоп у провинцији (Књижевни клуб Краљево, 1992),
- Кокета („Апостроф”, Београд, 1997),
- Песме („Просвета”, Београд, 2001).
- Шапат са ивице света(“Алма”, Београд, 2008)
- Слудњи дан Краљева ("Пресинг", Младеновац, 2019)
- Иза бране песме ("Поетикум", Краљево, 2020)[4]
- Књиге за децу:
- Страшљиви лисац и друге песме („Научна књига”, Београд, 1994),
- Витез слинавог носа („Сфаирос”, Београд, 1997).

## Књиге документаристичке прозе:
- Заједно пред Милутином („Публик прес”, Краљево, 1997),
- Четрдесет једна прича („Ибарске новости”, Краљево, 2001).
- Забелешке из безумља („Хендикеп центар” и „Ибарске новости”, Краљево , 2004).

Аутор је текстова за две позоришне представе: ТХЕ Краљевски чабаре и Витез слинавог носа.

## Текст из 2008. о Ивану Рајовићу:
Kontroverzni srpski pesnik Ivan Rajović u Evropskoj uniji Веровао је да се Краљевчани могу променити
Из сваког текста који је Рајовић написао осетио сам снагу, јер све оно што је написао, написао је у светом заносу и блиставом окриљу неразјашњене Милости. То је био његов его и његова натприродна снага
Чланови Комисије за културу и развој Интернационалног културног друштва „Штајерска заједница“ из Марибора и Граца, на челу са председником Радом Бакрачевићем позвали су Краљевчанина Ивана Рајовића да са групом врхунских српских књижевника представи српску културу житељима штајерских покрајина у Словенији и Аустрији. 
Комисија „Штајерске заједнице” изабрала је српске књижевнике који ће 26. августа 2008. године наступити са својим књижевним делима на „Српским данима културе” у Марибору.
Један од најатрактивнијих српских контроверзних песника Краљевчанин Иван Рајовић изабран је да заступа књижевнике из Србије. Рајовић ће са још десеторицом српских песника из разних делова бивше заједничке државе представити део српске културе у граду на Драви Марибору, а затим и граду на Мури у аустријском Грацу. Главни циљ уметности је да гради мостове и разумевање међу људима и културама.

Текст: Раде Бакрачевић

## Галерија
- Музеј воштаних фигура
- Шапат са Ивице света
- Велика представа